# Bozzolo
Bozzolo é uma comuna italiana da região da Lombardia, província de Mântua, com cerca de 4.089 habitantes. Estende-se por uma área de 18 km², tendo uma densidade populacional de 227 hab/km². Faz fronteira com Acquanegra sul Chiese, Calvatone (CR), Marcaria, Rivarolo Mantovano, San Martino dall'Argine, Tornata (CR).

## Demografia
| Variação demográfica do município entre 1861 e 2011                               |
|                                                                                   |
| Fonte: Istituto Nazionale di Statistica (ISTAT) - Elaboração gráfica da Wikipedia |